# Podocarpus totara
Podocarpus totara (ook bekend als tōtara, de Māori-naam) is een conifeer. Het is een langzaam groeiende, groenblijvende boom uit Nieuw-Zeeland: hij komt voor op het gehele Noordereiland en het noordelijke deel van het Zuidereiland.
De tōtara wordt tot 30 meter hoog en kan 800 tot 1000 jaar oud worden, in welk geval de stam een diameter van meer dan twee meter kan hebben, en diep gegroefd wordt. Waar de schors in lange repen afbladdert, is een goudbruine kleur zichtbaar. De bladeren zijn mat-groen van kleur, leerachtig en hebben een scherpe punt.